# Applied Immunohistochemistry & Molecular Morphology
Applied Immunohistochemistry & Molecular Morphology, abgekürzt Appl. Immunohistochem., ist eine wissenschaftliche Fachzeitschrift, die vom Lippincott Williams&Wilkins-Verlag veröffentlicht wird. Die Zeitschrift wurde 1993 unter dem Titel Applied Immunohistochemistry gegründet und erhielt den aktuellen Namen im Jahr 1999. Im Jahr 2014 erfolgte eine Fusion mit der Zeitschrift Diagnostic Molecular Pathology (gegr. 1992). Es erscheinen zehn Ausgaben im Jahr. Es werden Arbeiten veröffentlicht, die neue Identifikations- und Nachweismethoden verwenden sowie deren Anwendung in der Forschung darstellen.
Der Impact Factor lag im Jahr 2020 bei 2,085. Nach der Statistik des ISI Web of Knowledge wird das Journal mit diesem Impact Factor in der Kategorie Anatomie und Morphologie an siebenter Stelle von 20 Zeitschriften, in der Kategorie medizinische Labortechnik an 14. Stelle von 30 Zeitschriften und in der Kategorie Pathologie an 36. Stelle von 75 Zeitschriften geführt.